# Stenocorus obtusus
Stenocorus obtusus là một loài bọ cánh cứng trong họ Cerambycidae. Loài này được miêu tả bởi John Lawrence LeConte năm 1873.